# District historique du parc Lafayette
Pour les articles homonymes, voir Lafayette.

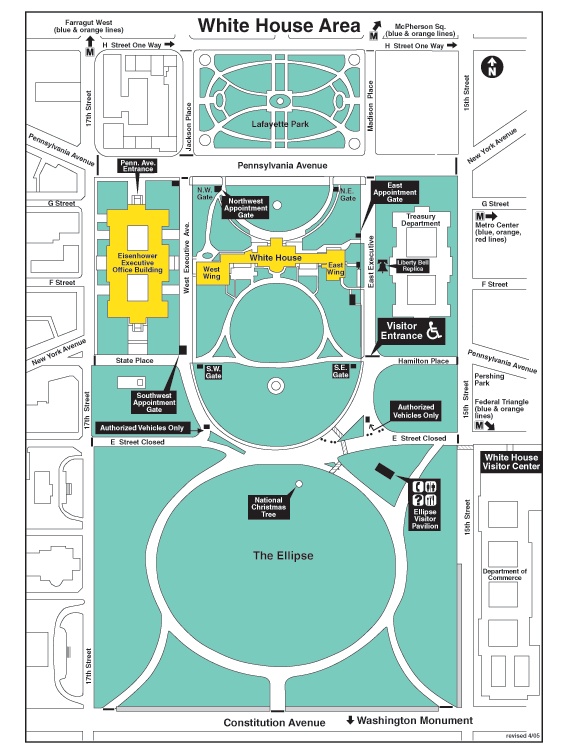
Localisation du Parc Lafayette à Washington.

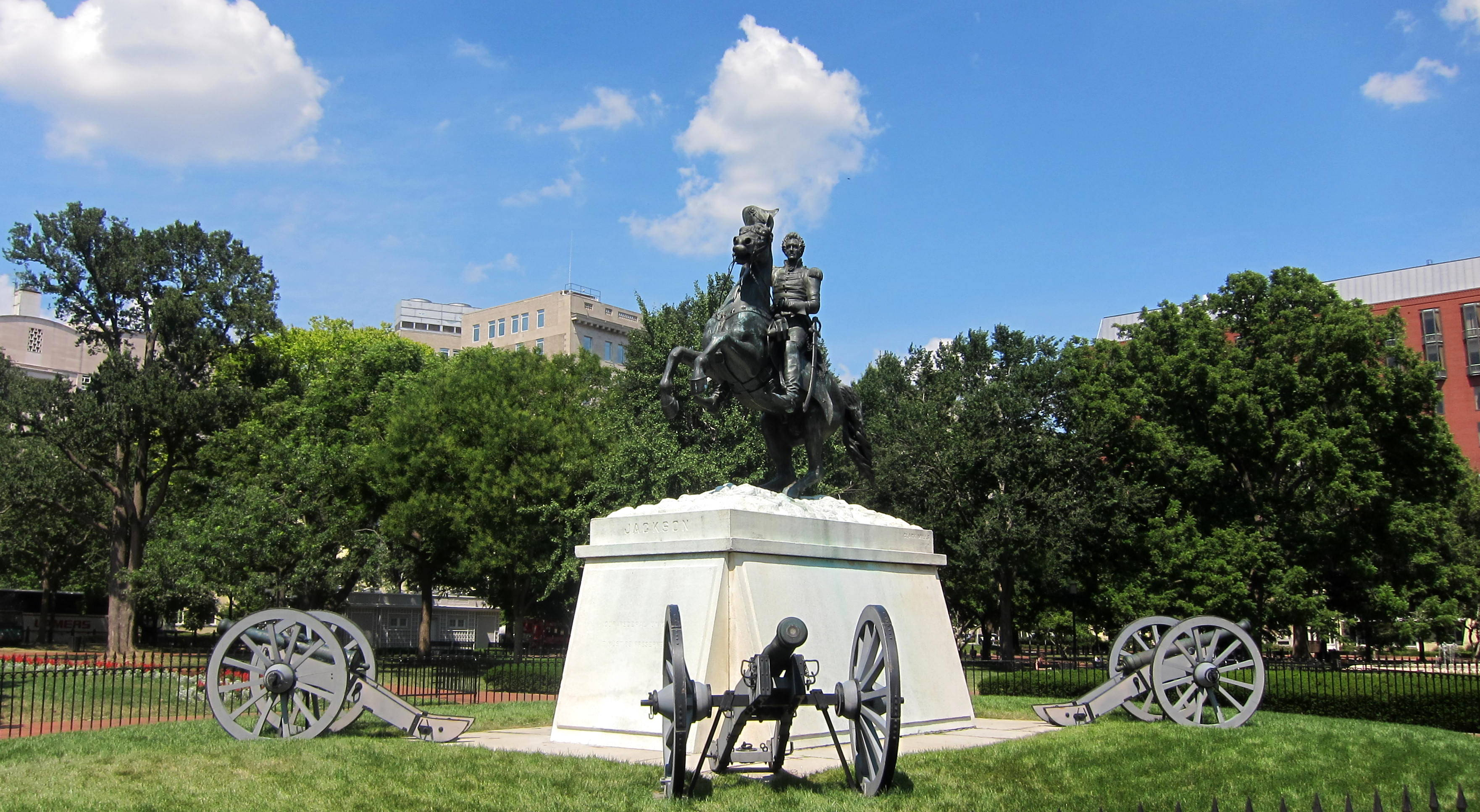
Statue d'Andrew Jackson dans le centre du parc Lafayette.

Le district historique du parc Lafayette (en anglais : Lafayette Square Historic District) est un district historique de la capitale des États-Unis Washington D.C..

## Présentation
Le district historique du parc Lafayette couvre essentiellement un parc public de 30 000 m2 situé au nord de la Maison-Blanche sur H Street. Il est bordé par la Jackson Place à l'ouest, Madison Place à l'est et Pennsylvania Avenue NW au sud. Le parc et les structures environnantes ont été déclarés comme un National Historic Landmark en 1970. Ce parc était à l'origine appelé « President's Park » ce qui est maintenant le nom de l'ensemble du domaine géré par le National Park.
Le parc fut séparé de la Maison-Blanche en 1804, quand le Président Thomas Jefferson fit percer la Pennsylvania Avenue. Le parc Lafayette fut utilisé comme champ de course, cimetière, zoo, marché aux esclaves, campement pour soldats lors de la guerre de 1812 et plusieurs manifestations de protestations ou de célébrations.
En 1824, le parc fut officiellement renommé en l'honneur du marquis français de La Fayette, qui avait combattu lors de la guerre d'Indépendance. Le parc fut aménagé en 1851 par l'architecte français Pierre Charles L'Enfant avec la collaboration du botaniste Andrew Jackson Downing.
Le plan actuel, avec ses cinq grandes statues datent des années 1930. Au centre se trouve la statue équestre du Président Andrew Jackson, réalisé par Clark Mills en 1853. Aux quatre coins du parc, sont érigées des statues de héros étrangers de la guerre d'Indépendance américaine : le Marquis de Lafayette et le Comte de Rochambeau pour la France, le général Kościuszko pour la  Pologne et le Baron von Steuben pour la Prusse.
Concepcion Picciotto, une Américaine d'origine espagnole vit dans le Square Lafayette face à la maison blanche depuis le 1er août 1981 pour protester contre les armes nucléaires.